# Формалізм Арновітта — Десера — Мізнера

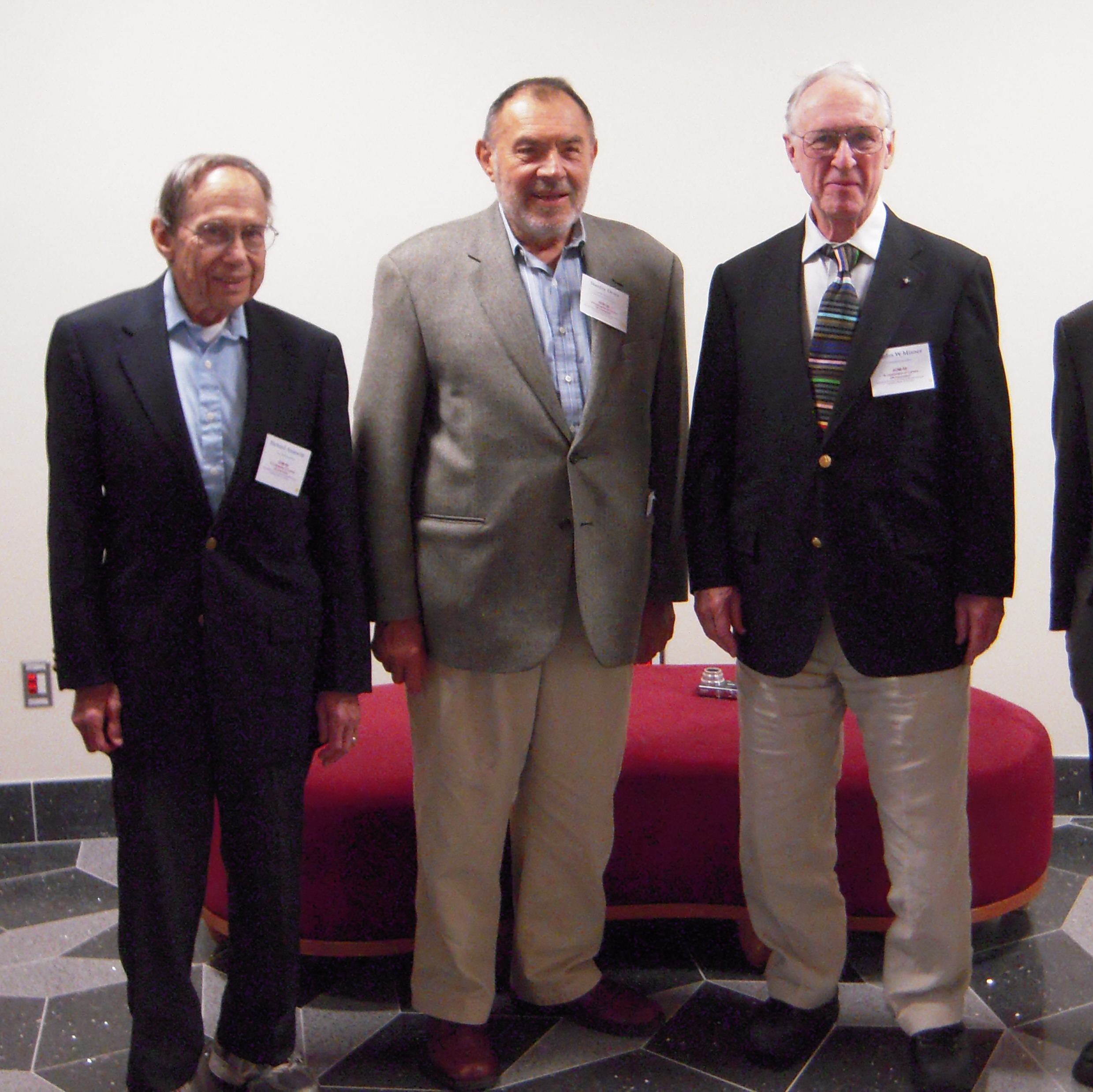
, Стенлі Десер і Чарлз Мізнер на конференції ADM-50: A Celebration of Current GR Innovation, на честь 50-річчя їхньої основної роботи, листопад 2009 року.

Формалізм Арновітта — Десера — Мізнера, АДМ-формалізм (англ.  ADM formalism) — розроблене 1959 року Річардом Арновіттом, Стенлі Десером і Чарлзом Мізнером гамільтонівське формулювання загальної теорії відносності. Воно відіграє важливу роль у квантовій гравітації і чисельній відносності.
Основний огляд формалізму під назвою «Динаміка загальної теорії відносності» (англ.  The Dynamics of General Relativity) автори опублікували у збірнику «Gravitation: An introduction to current research» під редакцією Луїса Віттена, Wiley NY (1962); chapter 7, pp.  227-265. 2008 року статтю передруковано в журналі General Relativity and Gravitation у серії класичних робіт із гравітації Початкові роботи авторів виходили у Physical Review.

## Огляд
Формалізм припускає, що простір-час можна розшарувати на сукупність просторовоподібних 3-вимірних гіперповерхонь {\displaystyle \Sigma _{t}}, які нумеруються за допомогою часової координати {\displaystyle t}, а на кожній гіперповерхні вводяться просторові координати {\displaystyle x^{i}}. Динамічними змінними формалізму в такому випадку виявляються: метричний тензор на цих гіперповерхнях {\displaystyle \gamma _{ij}(t,x^{k})} і пов'язаний з ним тензор канонічних імпульсів {\displaystyle \pi ^{ij}(t,x^{k})}. З цих змінних виражається гамільтоніан, який відповідає рівнянням Ейнштейна, і таким чином, рівняння руху загальної теорії відносності виявляються записаними в гамільтоновій формі.
Крім 12 змінних {\displaystyle \gamma _{ij}} і {\displaystyle \pi ^{ij}} (тривимірні симетричні тензори містять по 6 компонент), у формалізмі присутні 4 лагранжевих множники: функції ходу (англ.  the lapse function) {\displaystyle N}, та функції зсуву — компоненти 3-вектора (англ.  shift vector field) {\displaystyle N_{i}}. Вони описують, як точки {\displaystyle x^{i}=const} на сусідніх шарах {\displaystyle \Sigma _{t},t=const} пов'язані між собою. Рівняння руху для цих змінних можна вибрати довільно, що відповідає свободі вибору системи координатної для опису простору-часу.

## Позначення
Більшість літератури застосовує позначення, в яких чотиривимірні тензори записуються в абстрактній індексній нотації, причому грецькі індекси є просторово-часовими і набувають значень (0, 1, 2, 3), а латинські індекси є просторовими і набувають значень (1, 2, 3). У висновку просторово-часові об'єкти, які мають також і тривимірні аналоги, будуть для розрізнення позначатися попереднім верхнім індексом (4), наприклад, метричний тензор на тривимірному шарі буде позначатися {\displaystyle g_{ij}}, а повна просторово-часова метрика буде позначатися як {\displaystyle {^{(4)}}g_{\mu \nu }}.
Тут використовуються позначення Ейнштейна, в яких передбачається підсумовування за повторюваними індексами.
Використовуються два типи похідних: часткові похідні позначаються або оператором {\displaystyle \partial _{i}} або індексами, перед якими ставиться кома; коваріантні похідні позначаються або оператором {\displaystyle \nabla _{i}} або індексами, перед якими ставиться крапка з комою.
Абсолютне значення визначника матриці метричних тензорних коефіцієнтів позначено {\displaystyle g} (без індексів). Інші символи тензора, написані без індексів, представляють слід відповідного тензора, наприклад, {\displaystyle \pi =g^{ij}\pi _{ij}} .

## Виведення

### Формулювання лагранжіана
Початковою точкою для формулювання ADM є лагранжіан
{\displaystyle {\mathcal {L}}={^{(4)}R}{\sqrt {^{(4)}g}},}
що є добутком квадратного кореня з визначника чотиривимірного метричного тензора для повного простору-часу та його скаляра Річчі. Це Лагранжіан з дії Ейнштейна – Гільберта.
Бажаним результатом виведення є визначення вбудування тривимірних просторових зрізів у чотиривимірний простір-час. Метрика тривимірних зрізів
{\displaystyle g_{ij}={^{(4)}}g_{ij}}
буде узагальненими координатами для гамільтонового формулювання. Потім можна обчислити спряжені імпульси як
{\displaystyle \pi ^{ij}={\sqrt {^{(4)}g}}\left({^{(4)}}\Gamma _{pq}^{0}-g_{pq}{^{(4)}}\Gamma _{rs}^{0}g^{rs}\right)g^{ip}g^{jq},}
використовуючи стандартні прийоми та визначення. Символи {\displaystyle {^{(4)}}\Gamma _{ij}^{0}} — символи Крістофеля, пов'язані з метрикою повного чотиривимірного простору-часу. Інтетрвал
{\displaystyle N=\left(-{^{(4)}g^{00}}\right)^{-1/2}}
і вектор зсуву
{\displaystyle N_{i}={^{(4)}g_{0i}}}
- це інші елементи чотириметричного тензора.
Наступним кроком, після визначення величин для формулювання, є переписання лагранжіана з точки зору цих змінних. Новий вираз для лагранжіана
{\displaystyle {\mathcal {L}}=-g_{ij}\partial _{t}\pi ^{ij}-NH-N_{i}P^{i}-2\partial _{i}\left(\pi ^{ij}N_{j}-{\frac {1}{2}}\pi N^{i}+\nabla ^{i}N{\sqrt {g}}\right)}
зручно записати через дві нові величини
{\displaystyle H=-{\sqrt {g}}\left[^{(3)}R+g^{-1}\left({\frac {1}{2}}\pi ^{2}-\pi ^{ij}\pi _{ij}\right)\right]}
відомі як обмеження Гамільтона та обмеження імпульсу відповідно. Інтервал і зсув з'являються в лагранжіані як множники Лагранжа .
{\displaystyle P^{i}=-2\pi ^{ij}{}_{;j},}

### Рівняння руху
Хоча змінні в лагранжіані представляють метричний тензор у тривимірних просторах, вбудованих у чотиривимірний простір-час, можливо і бажано використовувати звичайні процедури механіки Лагранжа для виведення «рівнянь руху», що описують еволюцію часу обох метрик {\displaystyle g_{ij}} та його спряжений імпульс {\displaystyle \pi ^{ij}}. Результат
{\displaystyle \partial _{t}g_{ij}={\frac {2N}{\sqrt {g}}}\left(\pi _{ij}-{\tfrac {1}{2}}\pi g_{ij}\right)+N_{i;j}+N_{j;i}}
Беручи варіації щодо інтервалу і зсуву, забезпечують рівняння обмежень
{\displaystyle {\begin{aligned}\partial _{t}\pi ^{ij}=&-N{\sqrt {g}}\left(R^{ij}-{\tfrac {1}{2}}Rg^{ij}\right)+{\frac {N}{2{\sqrt {g}}}}g^{ij}\left(\pi ^{mn}\pi _{mn}-{\tfrac {1}{2}}\pi ^{2}\right)-{\frac {2N}{\sqrt {g}}}\left(\pi ^{in}{\pi _{n}}^{j}-{\tfrac {1}{2}}\pi \pi ^{ij}\right)\\&+{\sqrt {g}}\left(\nabla ^{i}\nabla ^{j}N-g^{ij}\nabla ^{n}\nabla _{n}N\right)+\nabla _{n}\left(\pi ^{ij}N^{n}\right)-{N^{i}}_{;n}\pi ^{nj}-{N^{j}}_{;n}\pi ^{ni}\end{aligned}}}
є нелінійною системою рівнянь у часткових похідних.
{\displaystyle H=0}
а самі інтервал і зсув можна задати вільно, відбиваючи той факт, що системи координат можна вибирати вільно як у просторі, так і в часі.
{\displaystyle P^{i}=0,}

## Застосування

### Застосування до квантової гравітації
Використовуючи формулювання АДМ, можна спробувати побудувати квантову теорію гравітації так само, як побудовано рівняння Шредінгера, яке відповідає цьому гамільтоніану в квантовій механіці. Тобто замінити канонічні моменти {\displaystyle \pi ^{ij}(t,x^{k})} та просторові метричні функції лінійними функціональними диференціальними операторами
{\displaystyle {\hat {g}}_{ij}(t,x^{k})\mapsto g_{ij}(t,x^{k}),}
{\displaystyle {\hat {\pi }}^{ij}(t,x^{k})\mapsto -i{\frac {\delta }{\delta g_{ij}(t,x^{k})}}.}
Точніше, заміна класичних змінних операторами обмежена комутаційними відношеннями. Циркумфлекс у квантовій теорії позначає оператори. Це призводить до рівняння Вілера – Девітта.

### Застосування до чисельних розв'язків рівнянь Ейнштейна
Точних розв'язків рівнянь поля Ейнштейна відомо порівняно небагато. Пошуком інших розв'язків займається чисельна теорія відносності, в якій для відшукання наближених розв'язків рівнянь використовують суперкомп'ютери. Чисельну побудову таких розв'язків більшість дослідників починають з формулювання рівнянь Ейнштейна, тісно пов'язаних із формулюванням АДМ. Найпоширеніші підходи починаються з задачі початкового значення, заснованої на формалізмі АДМ.
У формулюваннях Гамільтона основним моментом є заміна набору рівнянь другого порядку набором рівнянь першого порядку. Цей другий набір рівнянь легко отримати за формулою Гамільтона. Це корисно для чисельної фізики, оскільки зниження порядку диференціальних рівнянь часто зручне, якщо планується комп'ютерне їх опрацювання.

## Енергія та маса АДМ
Енергія АДМ — це особливий спосіб визначення енергії в загальній теорії відносності, який застосовується лише до деяких особливих геометрій простору-часу, які асимптотично наближаються до чітко визначеного метричного тензора на нескінченності — наприклад, до простору-часу, який асимптотично наближається до простору Мінковського. Енергія АДМ у цих випадках визначається як функція відхилення метричного тензора від встановленої асимптотичної форми. Іншими словами, енергія АДМ обчислюється як сила гравітаційного поля на нескінченності.
Якщо необхідна асимптотична форма не залежить від часу (наприклад, сам простір Мінковського), то вона відповідає поступальній у часі симетрії. Тоді з теореми Нетер випливає, що енергія АДМ зберігається. Відповідно до загальної теорії відносності, закон збереження загальної енергії не діє в більш загальних, залежних від часу умовах — наприклад, він повністю порушується у фізичній космології. Зокрема, космічна інфляція здатна виробляти енергію (і масу) з «нічого», оскільки густина енергії вакууму приблизно стала, а об'єм Всесвіту зростає експоненційно.

## Застосування до модифікованої гравітації
Використовуючи декомпозицію АДМ та вводячи допоміжні поля, 2009 року Деруель та інші відшукали метод знаходження граничних умов Гіббонса – Гокінга – Йорка для модифікованих теорій гравітації, «чий лагранжіан є довільною функцією тензора Рімана».

## Дискусія
2008 року Кірющева та Кузьмін опублікували спростування 4-х основ формалізму АДМ, зазначивши, що лише у формалізмі Дірака — Гамільтона, а не у формалізмі АДМ можна відновити належну інваріантність дифеоморфізму за допомогою канонічних перетворень. Різниця в канонічній структурі формалізмів Гамільтона — Дірака та АДМ є предметом постійних суперечок, які ще не завершено у фізичній літературі.